# Мозговий Леонід Павлович
Леонід Павлович Мозговой (рос. Леонид Павлович Мозговой; нар. 17 квітня 1941, Тула, РСФРР) — радянський та російський актор театру, кіно й літературної естради, заслужений артист Росії (2002), лауреат премії «Ніка» (2001), лавреат премій «Золотий овен», «Петрополь», «Мідний вершник», «Листопад», майстер акторського курсу в СПбДІКіТ з 2015 року.

## Життєпис
Леонід Мозговий народився 17 квітня 1941 року в Тулі. У 1961—1965 роках навчався в Ленінградському державному інституті театру, музики й кінематографії на факультеті драматичного мистецтва (курс професора Бориса Зона). 
З 1965 по 1970 рік працював у Ленінградському театрі музичної комедії. 
У 1967 році став Лауреатом ленінградського конкурсу артистів-читців. Добре відомий як актор літературної естради, багато років успішно працює в «Ленконцерті». Популярний його моноспектакль «Смішний» за Федором Достоєвським у Санкт-Петербурзькому класичному театрі.
Дебютною роботою в кіно стала роль Антона Чехова у фільмі «Камінь» Олександра Сокурова.

## Фільмографія
- 1992 — «Камінь» — Чехов
- 1999 — «Молох» — Гітлер
- 2001 — «Телець» — Ленін
- 2005 — «Гарпастум» — Карл Францович
- 2006 — «Бридкі лебеді» — Айзек Големба
- 2009 — «Гоголь. Найближчий» — доктор Тарасенков
- 2011 — «Дорога моя людина» — Доктор
- 2011 — «Распутін» — священик Макарій
- 2012 — «Мор звірів» — Ведмідь
- 2013 — «Роль» — Ухов
- 2016 — «Чисте мистецтво» — Григорій Христофоров

## Визнання та нагороди
- 1999 — Національна премія кінокритики та кінопреси «Золотий Овен» в номінації «Найкраща чоловіча роль» за роль Адольфа Гітлера у фільмі Олександра Сокурова «Молох».
- 2001 — Національна премія кінокритики та кінопреси «Золотий Овен» в номінації «Найкраща чоловіча роль» за роль В.Леніна у фільмі Олександра Сокурова «Телець».
- 2001 — Національна кінематографічна премія «Ніка» в номінації «Найкраща чоловіча роль» за роль В.Леніна у фільмі Олександра Сокурова «Телець» [1].
- 2002 — за великі заслуги в галузі мистецтва присвоєно почесне звання «Заслужений артист Російської Федерації»[2].